# Jan Frans van Bloemen
Jan Frans van Bloemen, o Blommen o Bloms, detto L'Orizzonte o Orizonte (Anversa, 12 maggio 1662 – Roma, 13 giugno 1749), è stato un pittore e incisore fiammingo.

## Biografia

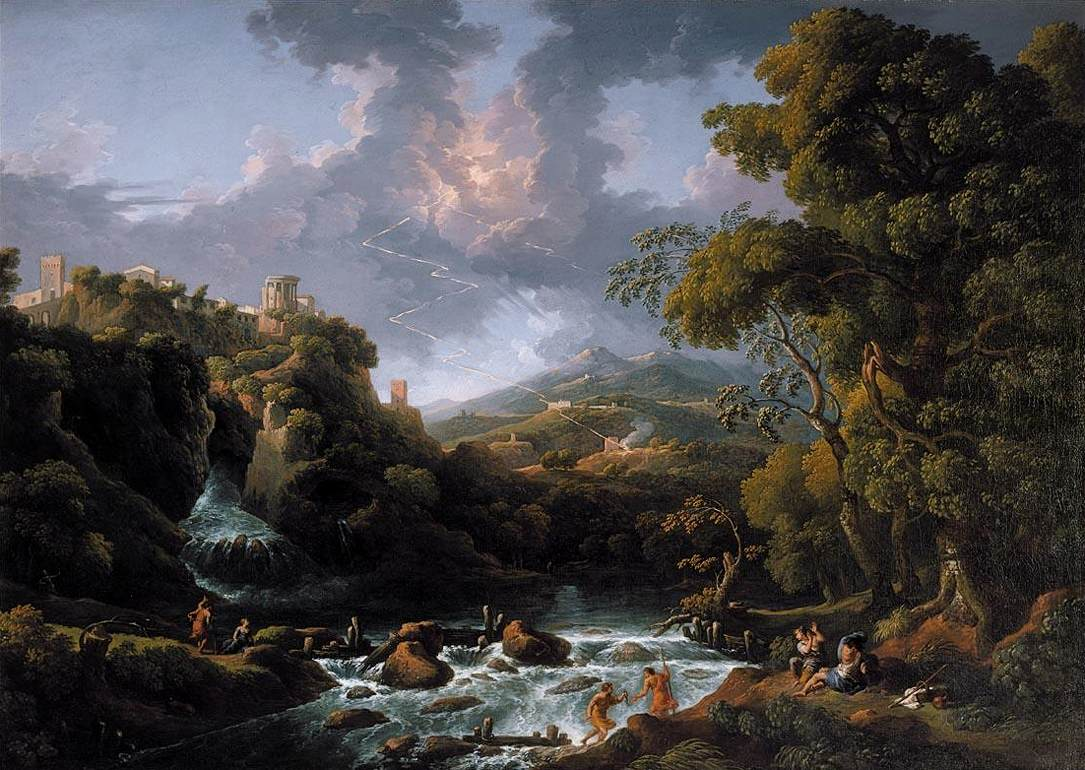
Veduta della campagna romana nei pressi di Tivoli (1736)

Apparteneva ad una famiglia di pittori e disegnatori fiamminghi, attivi anche in Italia ed in Francia. Anche i suoi fratelli Pieter e Norbert erano pittori. Pieter, il maggiore, fu insegnante degli altri fratelli nell'arte della pittura.
Successivamente Jan Frans fu anche allievo di Antoine Goubau..
È documentata la sua presenza dal 1682 al 1684 a Parigi.
Intorno al 1684-1685 l'artista, che si trovava in questa città, fu chiamato dal fratello Pieter a Lione.
I due fratelli però, non trovandosi bene in questo luogo, si spostarono a Roma, viaggiando per Torino, dove rimasero per qualche tempo, Dal 1686-1687 vissero a Roma, dove entrarono a far parte della Schildersbent, Pieter con il soprannome di Standaart o Stendardo, probabilmente per gli stendardi che dipingeva nelle scene di battaglia, mentre Jan Frans con il soprannome di Orizzonte, per la facilità con cui dipingeva paesaggi. Questo soprannome era stato precedentemente di Claude Lorrain.
Nel 1693, Jan Frans sposò a Roma Mattea Rosa Barosini, figlia di Camillo: Mattea posò come modella in molte opere del marito ed in alcune di esse appare ritratta con il profilo di Zagarolo sullo sfondo. Gli sposi andarono ad abitare in via della Croce a Roma, e il 21 gennaio 1694 fu battezzata in S. Lorenzo in Lucina la prima figlia Giovanna, il cui padrino fu l'artista Gaspar van Wittel (italianizzato in Gaspare Vanvitelli). Nel 1709 la famiglia, che dal 1698 al 1708 non è registrata negli Stati delle anime probabilmente perché trasferitasi nelle proprietà della moglie presso Zagarolo, la ritroviamo a Roma dimorante in via Paolina, l'attuale via del Babuino, iscritta alla parrocchia di S. Maria del Popolo, con cinque figli, di cui due maschi, ai quali l'anno successivo se ne aggiungerà un altro.
Egli non lasciò più Roma se non per un breve periodo di otto mesi, durante il quale visitò Napoli, la Sicilia e Malta.
Nel 1714 venne incluso tra i Virtuosi al Pantheon.
Nonostante avesse come mecenati delle famiglie romane aristocratiche, la carriera artistica di van Bloemen fu ostacolata dal prolungato scontro con l'Accademia di San Luca. Le ragioni precise di queste difficoltà non sono note, ma Orizzonte fu accettato come membro dell'Accademia solo a 80 anni dopo tre tentativi nel 1742 e dopo aver rinunciato alla carica offertagli nel 1725.
Collaborò con Placido Costanzi e Filippo Lauri.
Tra i suoi mecenati e collezionisti ricordiamo le famiglie Pallavicini e Rospigliosi, Luigi Bonaparte, Humphry Morice e il papa Benedetto XIV.
Orizzonte era affascinato dalla bellezza di Roma e dei suoi dintorni ed ispirato dai paesaggi classici di Gaspard Dughet. Avendo come base la tradizione paesaggistica fiamminga, non ebbe difficoltà ad assimilare il realismo analitico di Dughet e a divenire in breve uno dei migliori paesaggisti classici a Roma nella prima metà del XVIII secolo procedendo secondo lo stile arcadico-rococò del periodo. Anche i motivi mutevoli di luce ed ombra di van Bloemen sono caratteristici dell'opera di Dughet, tanto che talvolta i dipinti di Orizzonte erano scambiati per opere del Dughet.
Anche i suoi allievi, tra cui Francesco Oclefe, Gabriele Ricciardelli e Nicolò Bonito, imitarono questo stile assai apprezzato.
Van Bloemen si servì di altri artisti per completare i suoi paesaggi con figure. Tra di questi vi furono Carlo Maratta, Placido Costanzi, Pompeo Batoni ed il fratello Pieter.
Il Bloemen morì a Roma e fu sepolto il 13 giugno 1749 nella chiesa degli Agonizzanti, dove fu sepolta anche la moglie Mattea Rosa Barosini.

## Opere
- Paesaggio della riviera italiana con coppia di passanti, di Jan Frans van Bloemen, olio su tela, 53 x 79 cm, collezione privata
- Paesaggio italiano[7]
- Veduta della campagna romana nei pressi di Tivoli, olio su tela, 172 x 237 cm, 1736, collezione privata[2][8]
- Paesaggio arcadico, olio su tela, 32 x 42 cm, collezione privata[2][9]
- Paesaggio classico con figure, olio su tela, 57 x 80 cm, collezione privata[2][10]
- Paesaggio con lago[11]
- Paesaggio classico, olio su tela, 41 x 64 cm, collezione privata[2]
- Paesaggio classico con fiume , lago, montagne sullo sfondo, olio su tela, 75 x 99 cm, collezione privata[2]
- Paesaggio con fontana, olio su tela, 48 x 38 cm, 1735 c., Museo dell'Ermitage, San Pietroburgo[2]
- Paesaggio italiano con fontana, olio su tela, 48 x 38 cm, 1735 c., Museo dell'Ermitage, San Pietroburgo[2]
- Veduta del Colosseo, acquerello grigio e marron, 33,02 x 28,26 cm, firmato Van Bloemen in basso a sinistra[12]
- Paesaggio con quattro contadini, olio su tela, 49,8 x 73,7 cm[13]
- Paesaggio arcadico con lago e il cortile di Belvedere, olio su tela, 99 x 134,5 cm[14]
- Paesaggio arcadico con frammenti classici e il Colosseo, olio su tela, 99 x 134,5 cm[15]
- Paesaggio boscoso con contadini a riposo presso una roccia e lavandaie ad una fontana, olio su tela, 138,5 x 101 cm[16]
- Veduta di Roma con figure in primo piano ed il Colosseo sullo sfondo, olio su tela, 39 x 25,5 cm, con cornice di legno scolpita e dorata, Collezione Andrea Busiri Vici, Roma[6]
- Il buon samaritano, olio su tela, 1742, di Jan Frans van Bloemen - Placido Costanzi, Palazzo del Quirinale